# Laosepilysta flavolineata
Laosepilysta flavolineata är en skalbaggsart som beskrevs av Stefan von Breuning 1965. Laosepilysta flavolineata ingår i släktet Laosepilysta och familjen långhorningar.
Artens utbredningsområde är Laos. Inga underarter finns listade i Catalogue of Life.